# إبل السقي (قرية)
ابل السقي هي إحدى القرى اللبنانية من قرى قضاء مرجعيون في محافظة النبطية.

## التسمية
أصل الاسم سامي مستمد من كلمة «إبل» والتي تعني الأرض الخصبة و«السقي» التي تعني المروية. فيكون معناها الأرض الخصبة المروية. أما إذا كان لها أصل سرياني، فتعني الناسك لابس المسوح. قال فيها الأديب اللبناني سلام الراسي:
 «كانت إبل السقي إحدى أجمل قرى لبنان الجنوبي، وكانت بيوتها المسقوفة بالقرميد الأحمر تتلألأمن بعيد كأنها شقائق النعمان في شهر نيسان.» 